# Out of Tears
Out of Tears è un singolo del gruppo rock inglese The Rolling Stones, pubblicato nel 1994 ed estratto dall'album Voodoo Lounge.

## Tracce
1. Out of Tears (Don Was Edit) - 4:21
2. I'm Gonna Drive (LP version) - 3:41
3. Sparks Will Fly (Radio Clean) - 3:14
4. Out of Tears (Bob Clearmountain Remix Edit) - 4:21
5. So Young - 3:23